# علي صالح الجدعاني
علي صالح الجدعاني (مواليد 30 ماي 1977) هو رياضي سعودي في رمي الرمح، مثّل بلاده خلال الألعاب الأولمبية الصيفية 2000 التي أُقيمت في سيدني بأستراليا.
وقد سبق للجدعاني الحصول على الميدالية الذهبية خلال دورة الألعاب العربية 1999 التي أٌقيمت في العاصمة الأردنية عمان. 
كما حقّق الميدالية البرونزية خلال البطولة العربية لألعاب القوى 2009 التي أُقيمت في العاصمة السورية دمشق.

## المشاركة الأولمبية

### سيدني 2000
رمي الرُّمح رجال
| الرُّتبة | الرياضي                         | المسافة   | المجموعة | ملاحظات |
| ------ | ------------------------------- | --------- | -------- | ------- |
| 1      | يان جيليزني (جمهورية التشيك)    | 89.39 متر | B        |         |
| 2      | كونستادينوس غاتسيوديس (اليونان) | 88.41 متر | A        |         |
| 3      | بال أرني فاغيرنس (النرويج)      | 86.74 متر | A        |         |
|        |                                 |           |          |         |
| 34     | علي صالح الجدعاني (السعودية)    | 68.70 متر | A        |         |
| 35     | ديمتري شنايدر (قيرغيزستان)      | 66.40 متر | B        |         |
| —      | هاري هاكارينين (فنلندا)         | NM        | A        |         |

مصدر:

## المشاركة العربية

### دورة الألعاب العربية 1999
ألعاب القوى في دورة الألعاب العربية 1999
| الحدث     | الذهبية                 | الذهبية   | الفضية            | الفضية    | البرونزية        | البرونزية |
| --------- | ----------------------- | --------- | ----------------- | --------- | ---------------- | --------- |
| رمي الرُّمح | علي صالح الجدعاني (KSA) | 77.85 متر | فراس المحمد (SYR) | 72.91 متر | ماهر ريدان (TUN) | 71.47 متر |

مصدر:

### البطولة العربية لألعاب القوى 2009
| الحدث     | الذهبية                      | الذهبية   | الفضية               | الفضية    | البرونزية               | البرونزية |
| --------- | ---------------------------- | --------- | -------------------- | --------- | ----------------------- | --------- |
| رمي الرُّمح | إيهاب عبد الرحمن السيد (EGY) | 75.49 متر | عمار مكي النجم (IRQ) | 74.16 متر | علي صالح الجدعاني (KSA) | 69.44 متر |

مصدر:

## وصلات خارجية
- علي صالح الجدعاني على موقع الاتحاد الدولي لألعاب القوى (الإنجليزية)
- علي صالح الجدعاني على موقع أوليمبيديا (الإنجليزية)